# 泰國旅遊業

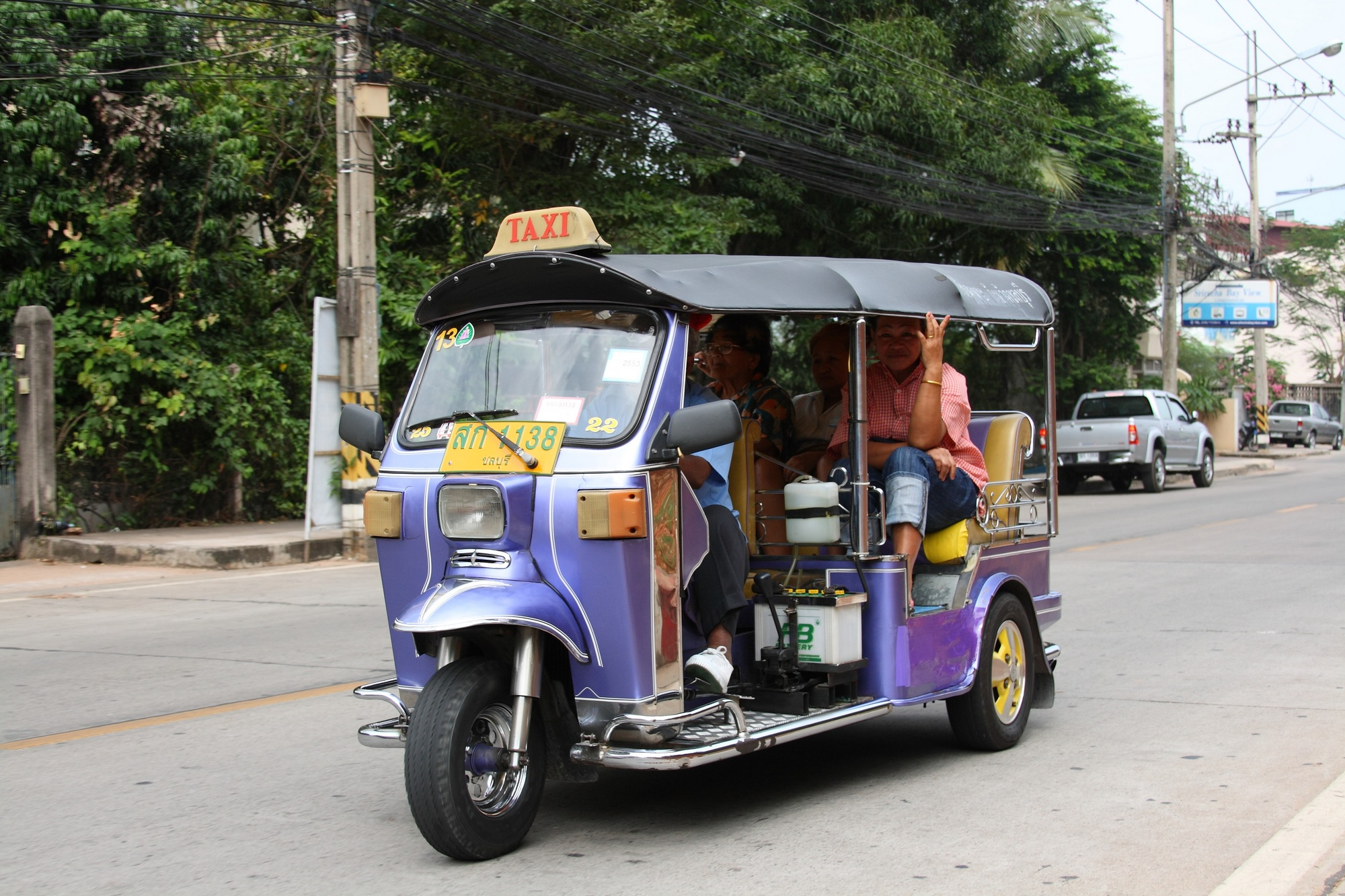
與泰國畫上等號的篤篤車

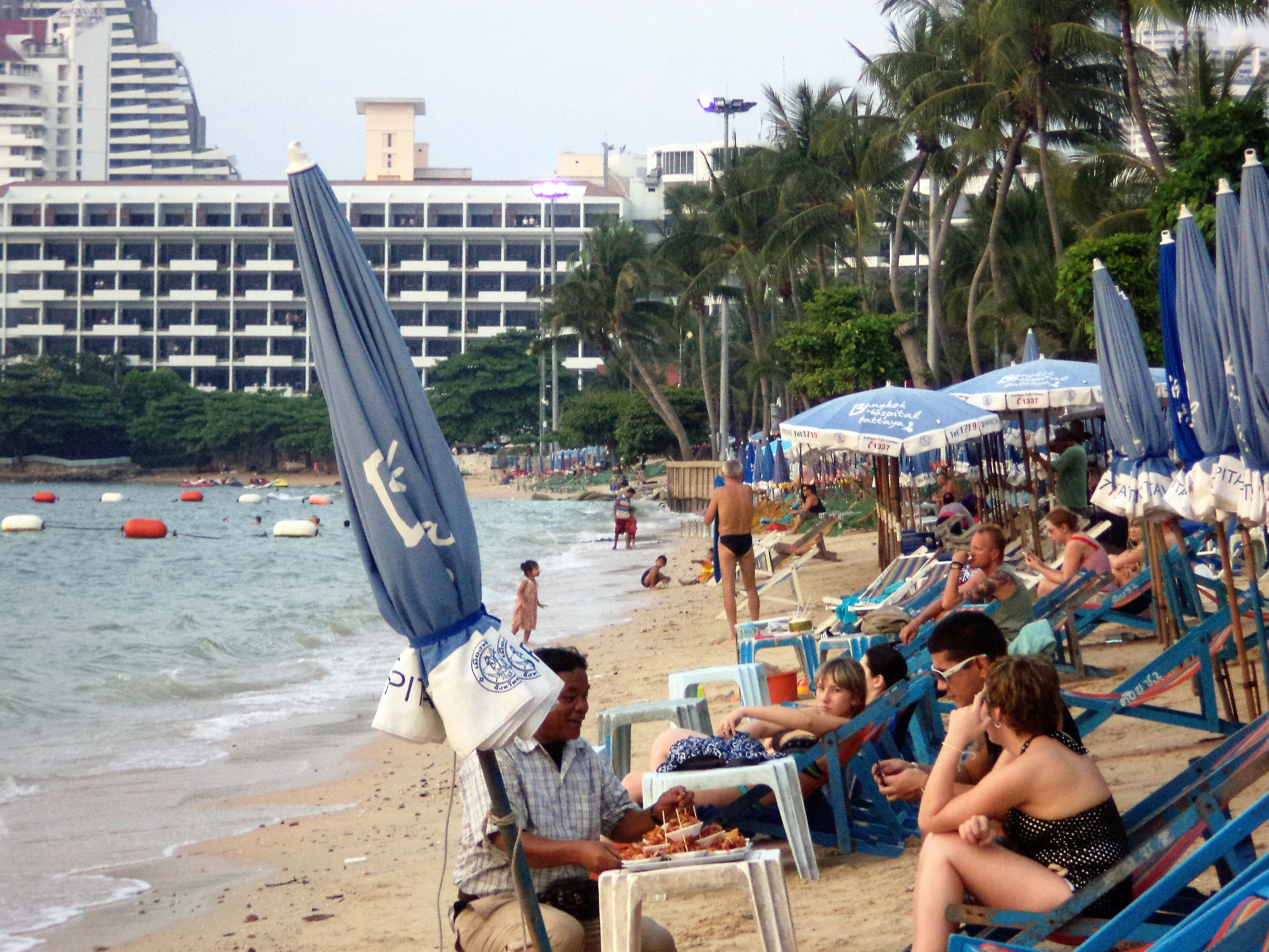
在芭達雅海灘曬太陽的外籍遊客

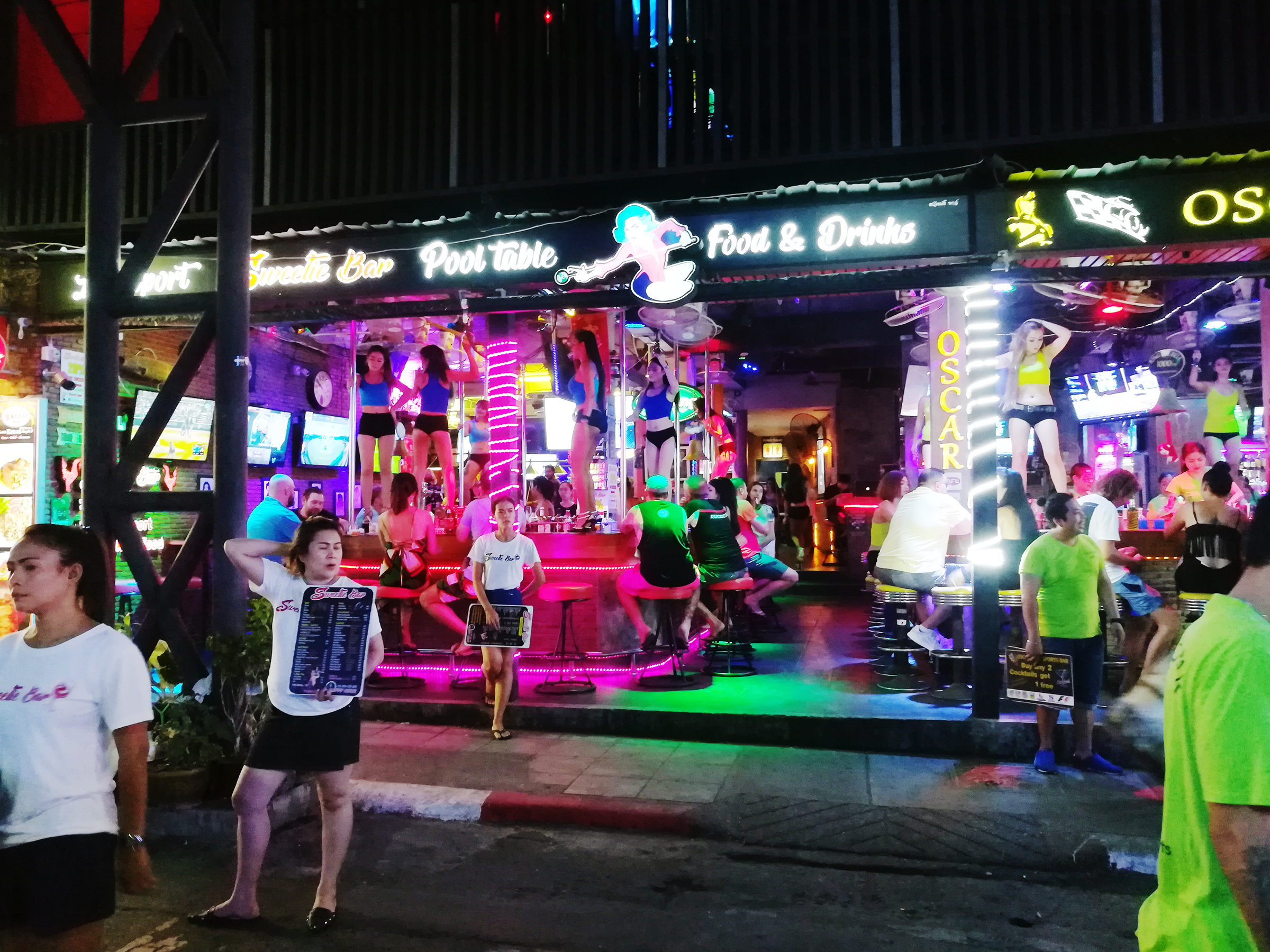
布吉島的酒吧

泰國旅遊業自1960年代開始發展，至2014年已佔該國GDP的19.3%，每年收益折合2.3兆泰銖。最初是越戰美軍到當地休假，隨着建設越趨成熟，世界各地的遊客都蜂擁而至。據統計，2019年受COVID-19疫情影響之前，按年到訪泰國的遊客超過3.9千萬人次，當中1.1千萬人次來自中國，4百萬人次來自馬來西亞，來自印度、南韓、寮國和日本的遊客各大約2百萬人次，俄羅斯大約1.5百萬，美國、新加坡、越南和香港各大約1百萬。曼谷、芭達雅、華欣、清邁、布吉島和蘇梅島都是熱門的旅遊地點。

## 外部連結
- Tourism Authority of Thailand （页面存档备份，存于）
- Thailand Tourism Directory （页面存档备份，存于）
- Tourism Authority of Thailand (TAT) （页面存档备份，存于）
- Ministry of Tourism and Sports （页面存档备份，存于）
- Thailand Now （页面存档备份，存于）
- Thailand Convention & Exhibition Bureau (TCEB) （页面存档备份，存于）
- Thailand Tourism Updates （页面存档备份，存于）
- Department of Tourism （页面存档备份，存于）